# Max Seifriz

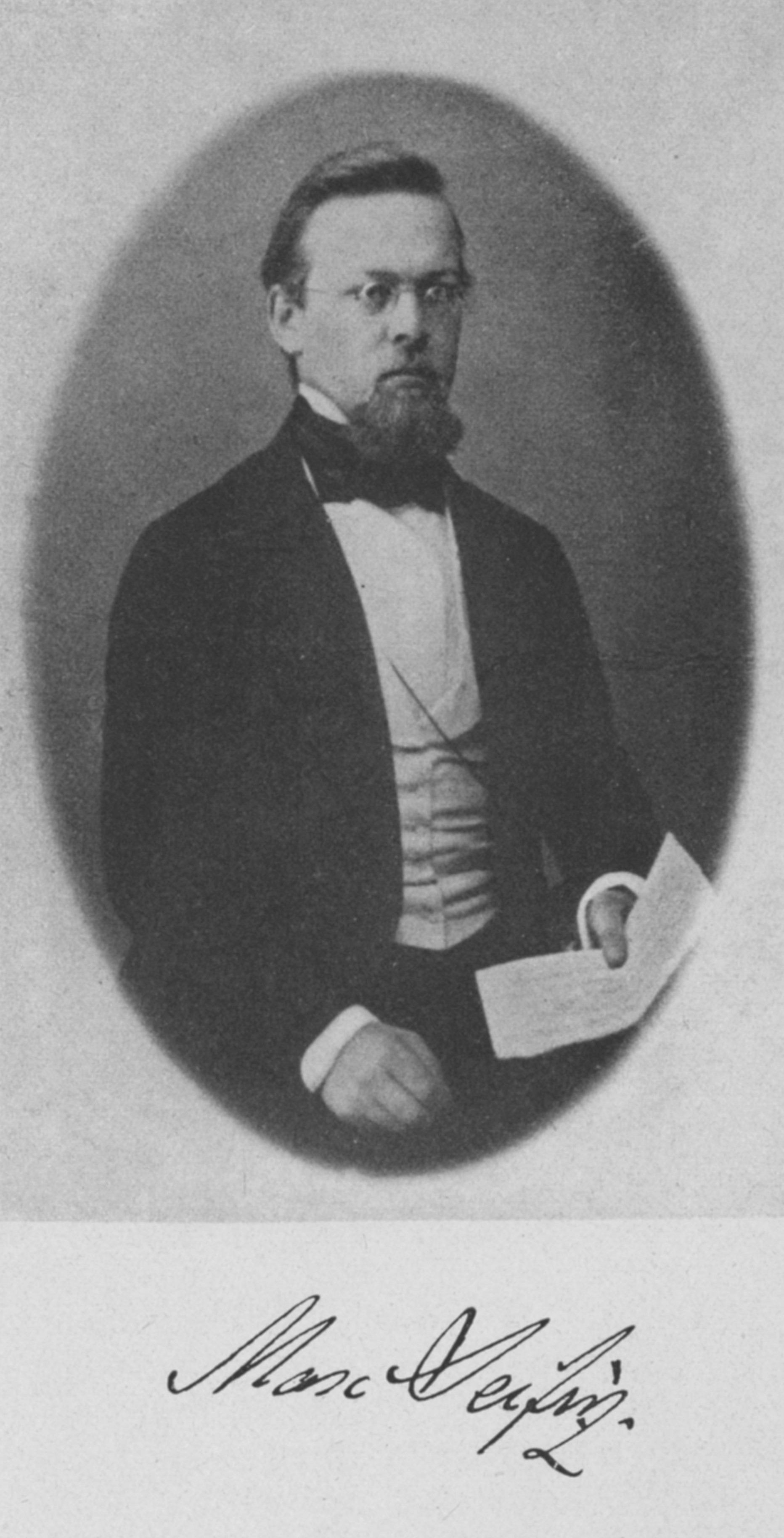
Max Seifriz

Max (Maximilian) Seifriz (* 9. Oktober 1827 in Rottweil; † 20. Dezember 1885 in Stuttgart) war ein deutscher Geiger, Komponist und Dirigent.

## Leben
Seifriz erhielt den ersten Geigenunterricht im Alter von sechs Jahren von seinem Vater. Daneben sang er im Chor der Rottweiler Stadtkirche. 1838 erhielt er ein Stipendium für die Ausbildung zum Geiger beim fürstlich hohenzollerischen Hofkapellmeister Thomas Täglichsbeck in Hechingen. Nach einem Jahr wurde er in die fürstliche Hofkapelle aufgenommen, wo er bald auch als Solist mitwirkte und erste eigene Werke komponierte. Nach Ablauf des Stipendiums wurde er 1844 fest als Hofmusiker angestellt. Seifriz komponierte nun auch größere Werke wie ein Violinkonzert, eine Messe oder das Melodram „Woinarowsky“ nach einem Gedicht von Adelbert von Chamisso.
In den Revolutionsereignissen 1848 wurden die Mitglieder der Hofkapelle beurlaubt, 1849 ging Seifriz nach Zürich, wo er als Geiger und Dirigent am Stadttheater wirkte. Hier lernte er auch Richard Wagner persönlich kennen. 
1852 wurde Seifiz wieder in den Dienst des Fürsten von Hohenzollern einberufen, der seine Residenz nun nach Löwenberg in Schlesien verlegt hatte. Bis 1857 war Seifriz dort Konzertmeister, bevor er zum Hofkapellmeister und Intendanten ernannt wurde. In dieser Position schuf er auch sein Hauptwerk „Ariadne auf Naxos“, eine Konzertkantate für Chor, Soli und Orchester, das 1861 auch in Weimar und 1875 in Stuttgart aufgeführt wurde. 
Seifriz war daneben im Allgemeinen Deutschen Musikverein aktiv, bei dessen „Tonkünstlerversammlungen“ er auch mehrmals dirigierte und eigene Werke aufführte. 
Nach dem Tod des hohenzollerischen Fürsten 1869 ging Seifriz nach Stuttgart, wo er ein Jahr später zum Musikdirektor am Hoftheater ernannt wurde. Damit stand er unter den beiden Hofkapellmeistern und hatte kleinere Aufführungen zu leiten. In Stuttgart komponierte Seifriz weitere Werke, die jedoch kaum aufgeführt wurden. Zusammen mit Edmund Singer verfasste Seifriz in den Jahren 1881 bis 1884 eine mehrbändige „Theoretisch-praktische Violinschule“, woraufhin er 1884 zum Lehrer für Musikgeschichte und Harmonielehre am Stuttgarter Conservatorium berufen wurde. 
1885 nahm er zusammen mit Immanuel Faißt für Württemberg an der Wiener Normaltonkonferenz teil und wechselte in die Hoftheaterintendanz. 
Ende November 1885 erkrankte Seifriz, am 20. Dezember 1885 starb er an einem Herzschlag. 1887 ließ der Verein zur Förderung der Kunst ein monumentales Grabmal mit Seifriz' Büste errichten, 

## Musikalische Werke (Auswahl)

### Vokalmusik
- 1847: Messe für Soli, Chor und Orchester
- 1871: Der 15. Psalm für Chor

### Bühnenwerke
- 1850: Woinaronsky, Melodram
- 1860: Ariadne auf Naxos, Melodram

### Instrumentalmusik
- 1854: Ouvertüre zu Schillers Jungfrau von Orleans
- 1855: Sinfonie h-Moll
- 1859: Sinfonie c-Moll
- 1865: Ouvertüre Mensch – das heißt ein Kämpfer sein
- 1869: Suite militaire (1869)

## Schriften
- mit Edmund Singer: Grosse theoretisch-praktische Violinschule in 3 Bänden [Bd. 3 nicht erschienen], Stuttgart 1881–1884.